# 國學院大學神殿
國學院大學神殿（こくがくいんだいがくしんでん）は、東京都渋谷区にある神殿（学内神社）。天照皇大御神（天照大御神）と天神地祇八百万神（天津神・国津神）を祭神とする。
國學院大學神殿は國學院大學の鎮守として大学が転移した渋谷氷川裏御料地（現・國學院大學渋谷キャンパス）に1930年（昭和5年）に建立され、教職員・学生の崇敬を集め、年間20回を超える祭儀が行われる。神殿前には「神奈備川」が流れ、神殿周囲には「神奈備の森（千年の森）」が構築されている。
神職資格を持つ國學院大學の教職員の中で、理事長から委嘱された神殿奉斎員と祭儀員が中心となって奉仕することになっている。また、雅楽や舞などを行う学内サークル瑞玉會（みづたまかい）も神殿の掃除や祭儀員の補助にあたっている。
神道系大学には國學院大學の他に皇學館大学が存在するが学内神社は持たず、創立の経緯からも現在でも神宮（伊勢神宮）との繋がりが強い。

## 沿革

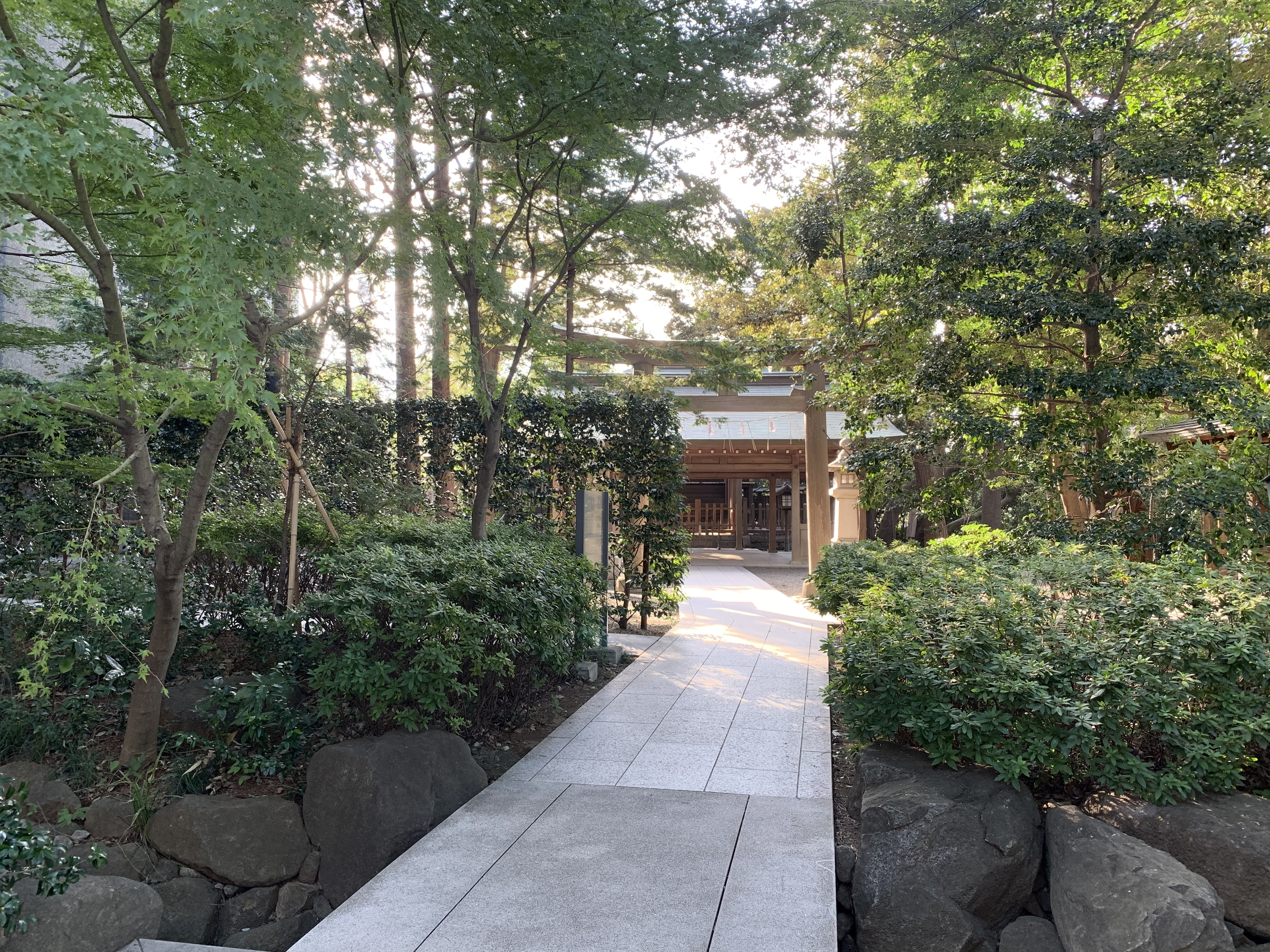
2019年（令和元年）時点の神殿

國學院大學は大学令の公布に伴い、1920年（大正9年）4月15日付で大学に昇格した。これに伴い、当時國學院大學の経営母体であった皇典講究所所長の一木喜徳郎を中心として将来に向けた学部・研究施設の充実と飯田町（現・飯田橋）からの全学移転の検討がなされた。その早期解決を実業界の元老として著名であった和田豊治の手腕に期待して、1921年（大正10年）2月25日に専務理事・桑原芳樹が和田のもとを訪ねて理事就任を要請し、和田はこれを快諾した。和田は一木・桑原とともに校地校舎を売却する段取りをつけるとともに、渋谷の氷川裏御料地の払い下げについても交渉し、1923年（大正12年）に國學院大學の渋谷移転が実現された。
和田は皇典講究所・國學院大學の創立以来、校地に神殿がないことを遺憾とし、校庭に学神を鎮祭する神殿建立を希望して、その費用1万5千円を指定寄付した。しかし、渋谷移転直後の1923年（大正12年）9月1日に関東大震災が発生し、校舎復旧のため神殿着工は大幅に遅れ、和田は神殿の鎮座を目にすることなく1924年（大正13年）3月4日に死去した。
神殿は和田の寄付を元に1929年（昭和4年）11月9日に起工。1930年（昭和5年）1月29日に上棟祭を迎え、4月30日に神殿祭、鎮座祭を斎行するに至った。翌日の5月1日に御鎮座奉祝祭を斎行して以後、この日を神殿鎮座の日と定めて今日まで記念祭を大祭として斎行する。
建築の設計は当初、内務省神社局技師・角南隆の手によったが、計画変更にともなって小林福太郎に委託。植樹の設計は田阪美徳が行った。工事請負は遠藤與之助。
1978年（昭和53年）には明神形の鳥居に建立以来40年余を経て傷みが生じたため、法人参与松野やをからの御用材の寄贈を受け1月14日に木造始（こづくりはじめ）・地鎮祭を斎行。4月22日に竣工し、潜初祭（くぐりぞめさい）を斎行した。
1986年（昭和61年）には傷みが生じた屋根の葺替え工事を行うため、9月1日に仮殿遷座祭を斎行。本殿屋根の銅板葺替えを主に、玉垣内側の檜の燈籠屋根、外側の石灯籠の障子、本殿の鬼板、棟の両端の千木、棟の上に並置した鰹木の金箔錺の工事も付随して行われた。10月23日に竣工、本殿への遷座祭を斎行した。
神宮（伊勢神宮）の第61回神宮式年御遷宮に伴う神宮旧殿舎撤却古材（豊受大神宮御正殿の一部、板垣壁板約10枚13.25石）を拝受し、1994年（平成6年）11月16日に地鎮祭を、1995年（平成7年）4月1日に竣工清祓式を斎行。幣殿と拝殿が増築された。
2009年（平成21年）9月、渋谷キャンパス再開発事業の一環として神殿の外構を一新するとともに、神殿左手の井戸水を利用し前庭に「神奈備川（かんなびがわ）」を整備。神殿周囲に「神奈備の森（千年の森）」を構築した。
2023年（令和5年） 9月11日、仮殿遷座祭が斎行され法人役員が参列。今後、学校法人國學院大學創立140周年記念事業の一環として、渋谷キャンパスの神域に明治神宮より譲り受けた御仮殿の材を用いて新たな神殿を造営するとともに神域の整備を行う。伴って、これまでの神殿は國學院大學たまプラーザキャンパスへ移築し、歴史的建造物としての保存が行われる。

## 祭典
主だった祭典は以下のように分類される。
- 大祭
  - 神殿鎮座記念祭（5月1日）
  - 創立記念祭（11月4日）
- 中祭
  - 歳旦祭（1月1日）
  - 建国記念祭（2月11日）
  - 卒業奉告祭（3月）
  - 入学奉告祭（4月）
  - 天長祭（2月23日）
- 小祭
  - 月次祭（毎月1日）
- 恒例式
  - 大祓（6月、12月）

ほか若木祭神輿渡御、観月祭などの祭典、各種大学施設新設に伴う竣工祭などが斎行される。
在学の新成人が参列する「成人加冠式」では、国内の大学で唯一の神式の成人式が公式行事として行われ、新成人は「神殿奉告の儀」で神殿に参拝する。